# Ònnega d'Aritza
Ònnega fou mare d'Ènnec Aritza i de Mussa II el Gran. Poc se sap d'ella, però estigué molt vinculada als Banu Qassi.

## Núpcies i descendència
Ònnega es casà en primeres núpcies amb Ènnec, de qui es desconeix la filiació. D'aquesta unió tingué un fill:
- Ènnec Aritza, (ca. 770[1] - 851)[2] primer rei cristià de Pamplona i potser comte de Bigorra.[3]

Ònnega es casà en segones núpcies amb Mussa I ibn Fortun. D'aquesta unió tingué diversos fills:
- Mutàrrif (? - 799), valí de Pamplona.
- Yunus (?-802).
- Mussa II (785 - 862), valí de Saragossa.
- Llop, senyor de Borja.
- Yuqàrtaix.
- Garcia.

El 798 Guillem de Tolosa, que coordinava les operacions per conquerir al-Tagr al-Ala en nom de Lluís el Pietós, convocà la Dieta de Tolosa a la qual assistiren ambaixadors d'Alfons II d'Astúries i Bahlul Ibn Marzuq i, arran d'aquesta reunió, el 799 aparegué assassinat el valí de Pamplona Mutàrrif ibn Mussa ibn Fortun, víctima d'un complot.
Els francs ho aprofitaren per col·locar al govern de la ciutat el pro-carolingi Balaixk al-Jalaixqí (Velasc el Gascó). Els Banu Qassi reaccionaren amb una aliança amb els comtes de Sobrarb, fet que els permeté vèncer els Velasc pocs anys més tard. No obstant això, vers el 810 Ènnec Aritza fou aclamat com a primer rei cristià de Pamplona, fill d'Ònnega i Ènnec Ximenes i, per tant, fillastre de Mussa ibn Fortun, que li faria suport per aconseguir-ho. Aconseguiria així un vast territori des de Pamplona fins a les valls altes del Pirineu navarrès i aragonès, passant per la vall de l'Ebre, des de Tafalla fins a prop de Saragossa.
Rodrigo Jiménez de Rada (c. 1170-1247) digué que Ènnec Aritza havia estat comte de Bigorra, o almenys procedia d'allà, però no hi ha evidència contemporànïa d'aquest fet.
Així, doncs, cal entendre que, malgrat la poca informació sobre Ònnega i Ènnec Ximenes, participaren activament en la nissaga Banu Qassi, originada per Fortunius comes Borja, a través del seu fill Casius Fortunius i de la seva filla o neboda Egilona. Però hi ha més coincidències:
- Llop ibn Mussa ibn Fortun, fill Ònnega, amb nom cristià,fou senyor de Borja, com Fortunius, el pare del Comte Cassi.
- Ònnega i Mussa ibn Fortun, tenen un altre fill amb nom cristià, Garcia, que és un nom de la nissaga d'Ènnec Ximenes que al seu obituari hi posaren Enneco Garceanes, que fuit vulgariter vocas Areista (Ènnec dels Garcia, amb el sobrenom d'Aritza).[8][3]

A més, Segons Lévi-Provençal, molts dels Banu Qassi foren polígams.